# Sua Alteza Eminentíssima
Sua Alteza Eminentíssima (SAE) é um tratamento híbrido de Sua Eminência com Sua Alteza. Criado no século XVIII, no Sacro Império Romano Germânico para o grão-mestre da Ordem Soberana e Militar de Malta, como príncipe-eleitor do Sacro Império e, simultaneamente, cardeal (príncipe da Igreja).

## História do estilo
Foi com o último grão-mestre português da Ordem de Malta que se consolidou este tratamento. Em 1607, o grão-mestre da ordem foi elevado a príncipe pelo Sacro Império Romano-Germânico, o que lhe dava o direito ao uso do tratamento de Alteza, prerrogativa que foi reforçada em 1620.
Por decreto do papa Urbano VIII, em 1630, a dignidade do grão-mestre foi equiparada a cardeal, passando a usufruir do tratamento de "Eminentíssimo", o que aconteceu com frei D. Antoine de Paule (56.º), situação que se manteve até ao grão-mestre D. frei Manuel Pinto da Fonseca (68.º) que, em 1741, combinou os dois tratamentos, passando a "Sua Alteza Eminentíssima, O Príncipe".